# Спин-решёточная релаксация
Продо́льная релакса́ция (Спин-решёточная релаксация) — релаксационный процесс (эффект) ядерного магнитного резонанса (ЯМР) установления равновесия между спиновой системой и тепловыми колебаниями решётки, описываемый уравнением: dMz/dt=(M0 — Mz)/T1. Где: T1 — время, требуемое для создания равновесной намагниченности (M0) после включения внешнего магнитного поля (время продольной, спин-решёточной релаксации), которое характеризует изменение со временем продольной составляющей компоненты намагниченности; величина 1/T1 — константа скорости перехода возмущённой системы в равновесное состояние; Mz — величина новой равновесной намагниченности, а, то есть, функция времени продольной релаксации. Изменение z-компоненты макроскопической намагниченности подчиняется данному дифференциальному уравнению первого порядка. Этот процесс играет важную роль при наблюдении некоторых резонансных явлений, при которых макроскопическая намагниченность не поворачивается на 180° в отрицательном направлении оси z при наложении полей с малыми амплитудами — B1, а только отклоняется на малый угол α. Следовательно, даже в момент резонанса намагниченность по оси z сохраняется, поскольку система стремится сохранить нормальное больцмановское распределение путём релаксации. Также этот процесс может быть записан обратными спиновыми температурами, учитывая, что она пропорциональна ядерной намагниченности системы: dαI/dt =αL — αI/T1, где: αI — обратная спиновая температура, αL=ħ/(kБTL) — обратная температура решётки, kБ — постоянная Больцмана, TL — температура решётки, T1 — время спин-решёточной релаксации; и данное уравнение является обратным уравнению, описывающему продольную релаксацию.
Спин-решёточная релаксация ответственна за затухание продольной намагниченности в системе, а её время для ядерных спинов может достигать минут, часов и более. Как, например, в кристаллах фторапатита кальция (Ca5(PO4)3F), где Т1 для ядер фтора 19F составляет ~3 минуты. Существует также другой механизм продольной релаксации, важной для спектров ЯМР высокого разрешения. Ядра со спиновым квантовым числом I>1/2 имеют сферически несимметричное расположение заряда и характеризуются электрическим квадрупольным моментом (Q), который может взаимодействовать с градиентом электрического поля на ядре, что вызывает релаксацию ядра. При не слишком низких температурах Ts и Т, где Тs — спиновая температура, а Т — температура решётки, по превышающих в соответствующих единицах энергии отдельных спинов, выравнивание обратных температур происходит по экспоненциальному закону в формуле предложенной Гортером, очень просто может быть использована тогда, когда в качестве спиновой системы выступает парамагнитный ион, причём время релаксации в которой равно:τ−1=ΣmnWmnω2mn/2Σmω2m. Индексами m и n обозначены стационарные состояния спиновой системы, Wmn — вероятность перехода между состояниями m и n, обусловленная спин-решёточным взаимодействием.

## Спин-решёточная релаксация ядерных спинов в кристаллической решетке полупроводниковых кристаллов с DX-центрами[7]
Кристаллы CdF2, на которых проводилось исследование, легировались посредством добавления в исходный материал для выращивания кристаллов фторида индия или арсенида галлия. Легированные атмосферы поддавались отжигу в восстановительной атмосфере кадмия в вакуумированной установке (так называемое «аддитивное окрашивание кристаллов»), в ходе чего на поверхности кристалла протекают химические реакции, следствием которого является диффузия в его объём двух потоков — анионных вакансий и электронов, часто рекомбинирующих с межузельными ионами F-, которые компенсируют в процессе выращивания заряд трёхвалентных примесей и выполняющими в этом преимущественно ионном кристалле роль акцепторов.
| Образец             | 1/Т1(113Cd), c^-1 | 1/Т1(19F), c^-1 |
| ------------------- | ----------------- | --------------- |
| Нелегированный CdF2 | (1.3±0.1)*10^-3   | 0.04±0.003      |
| CdF2:In             | 0.29±0.03         | 0.60±0.04       |
| CdF2:Ga             | 0.55±0.06         | 0.73±0.10       |
| CdF2:Ga,Y           | 1.13±0.12         | -               |

## Ядерная спин-решёточная релаксация в кристаллах с парамагнитными центрами
Ядерная спин-решёточная релаксация в кристаллах с парамагнитными центрами делится на два типа: 1) Квадрупольная релаксация и 2) Ядерная спин-решёточная релаксация в кристаллах с парамагнитными центрами.
При применении квадрупольной релаксации к ядрам с квадрупольным моментом и спином I > 1/2 происходит что-то подобное механизму Кронига — Ван Флека (модуляция колебаниями решётки орбитального движения электронов и через спин-обритальную связь — влияние на спин). Если такое ядро находится в неоднородном электрическом поле, создаваемом отдельными ионами в кристалле то Q взаимодействует с полем, причём энергия этого взаимодействия равна произведению Q на градиент напряжённости электрического поля. Это взаимодействие приводит к расщеплению уровней энергии ядерного спина (квадрупольному расщеплению).
Если в спектре колебаний решётки есть частоты ωm и ωn, то слагаемые в разложении градиента по деформациям, квадратичные по деформациям, дадут комбинационные частоты ωm±ωn в спектре колебаний градиента. Если комбинационные частоты равны частоте ЯМР (ωm±ωn=ωЯМР), то становятся возможными переходы между ядерными спиновыми уровнями энергии. Но, в отличие от применения к механизму Кронига—Ван Флека для некрамерсовых ионов, вместо матричного квадрата элемента кристаллического поля (|V2|) в конечной формуле необходимо использовать E2Q, где Е — энергия взаимодействия квадрупольного момента с градиентом кристаллического поля.

## Применение ЯМР в исследованиях полупроводников
Измерение зависимости времени спин-решёточной релаксации на ядрах 29Si — изотопа кремния с отличным от О спином — от концентрации электронов и дырок в полупроводнике, а также от степени его компенсации позволяет проверить теоретические модели релаксационных процессов и их особенности в полупроводниках электронного (n) и дырочного (р) типов проводимости. По изменению характера спин-решёточной релаксации на ядрах 29Si и появлению сдвига Найта при концентрации носителей заряда n = 4.1018см−3 можно установить переход от полупроводникового к металлическому типу проводимости, а также характер этого перехода. Аналогичные исследования осуществлены на ядрах 73Ge (I0) в монокристаллах германия. Ядра всех элементов, образующих решётку соединений AIIIBV, за исключением Р (I=1/2), обладают квадрупольными моментами Q0. Это проявляется и в температурных зависимостях релаксационных характеристик, в частности в ускорении спин-решёточной релаксации за счёт квадрупольных эффектов. ЯМР применяется также для изучения адсорбции газов и жидкостей поверхностью полупроводников. Адсорбция парамагнитных ядер уменьшает подвижность ядерных спинов жидкой или газообразной фазы, что приводит к изменению ширины спектральной линии ЯМР. Адсорбция влияет также на времена спин-спиновой и спин-решёточной релаксаций.

## Спин-решёточная релаксация в ОЦК (объёмно-центрированный куб) фазе расслоившихся твердых растворов3He-4He[11]
Методом импульсного ЯМР проведены измерения времени спин-решёточной релаксации в двух образцах твердых растворов 3He-4He с исходным содержанием 0,5 % 3He в 4He и 0,5 % 4He в 3He. В результате фазового расслоения в обоих случаях образуются двухфазные кристаллы с одинаковым содержанием гелия в концентрированной ОЦК фазе . Однако в первом образце ОЦК фаза образуется в виде малых включений в ГПУ (гексагональной плотноупакованной) матрице, а во втором образце ОЦК фаза является матрицей. Установлено, что во втором случае спин-решёточная релаксация осуществляется так же, как в массивном чистом 3He, в то время как в первом случае наблюдается аномальное поведение времени спин-решеточной релаксации при низких температурах. Эксперименты показали, что эта аномалия связана не с возможным влиянием малых примесей 4He, а с малыми размерами включений ОЦК фазы. В этом случае основной вклад в релаксацию, по-видимому, вносят дефекты, образованные на границах ОЦК включений и ГПУ матрицы.

## Причины возникновения спин-решёточной релаксации
Спин-решёточная релаксация происходит за счёт возникновения переменных магнитных и электрических полей вследствие колебаний кристаллической решетки для твердых тел и молекулярного движения (переориентация, трансляция) в твердых телах и жидкостях. Эти движения включают в себя также вращения одиночных молекул, их относительное движение, перемещение групп атомов между молекулами из-за химического обмена. Переменные магнитные и электрические поля взаимодействуют с дипольными и квадрупольными моментами ядер и индуцируют переходы между спиновыми уровнями. В жидких металлах и расплавах, спиновая релаксация происходит за счёт двух основных взаимодействий: взаимодействия ядерных магнитных диполей с электронами проводимости и взаимодействия электрических квадрупольных моментов с динамическими градиентами электрических полей, возникающими из-за движения атомов.